# Psara holochrysis
Psara holochrysis là một loài bướm đêm trong họ Crambidae.